# HD 23356
HD 23356, так же известная как HIP 17420 — звезда в южном созвездии Эридан. HD 23356 имеет видимую звёздную величину +7,08m, и, согласно шкале Бортля, видна невооружённым глазом только на истинно-тёмном небе (англ. Typical truly dark site).
Из измерений параллакса, полученных во время миссии Hipparcos, известно, что звезда удалена примерно на 45,52 св. лет (13,96 пк) от Земли.
Звезда наблюдается южнее 71° с. ш.. Таким образом, звезда видна южнее архипелага Новая Земля, южнее островов Виктория, Баффинова Земля (Канада), южнее фьорда Уманак-фьорд и южнее острова Ян-Майен, то есть видна практически на всей территории обитаемой Земли, за исключением приполярных областей. Лучшее время для наблюдения — ноябрь.
Средняя пространственная скорость HD 23356 имеет компоненты (U, V, W)=(−30.5, −14.8, −4.6), что означает U=−30,5 км/с (движется по направлению от галактического центра), V=−14,8 км/с (движется против галактического вращения) и W=−4,6 км/с (движется в направлении галактического южного полюса). HD 23356 движется весьма быстро относительно Солнца: её радиальная гелиоцентрическая скорость практически равна 25,4 км/с, что в более чем в 2 раза быстрее скорости местных звёзд Галактического диска, а также это значит, что звезда удаляется от Солнца. По небосводу звезда движется на северо-восток.
Галактическая орбита HD 23356 находится на расстоянии от 22 300 св. лет до 26 200 св. лет от центра Галактики. Звезда приближалась к Солнцу на расстояние 34 св. лет 295 000 лет назад, когда она светила с яркостью до 6,24m, то есть с яркостью, с которой сейчас светят, например, звезды HR 7578 или V538 Возничего.

## Свойства звезды
HD 23356 — карлик спектрального класса K2V, что указывает на то, что водород в ядре звезды служит ядерным «топливом», то есть звезда находится на главной последовательности. Звезда излучает энергию со своей внешней атмосферы при эффективной температуре около 4990 К, что придаёт ей характерный оранжевый цвет звезды спектрального класса K.
Звезда имеет поверхностную гравитацию 4,63 СГС или 427 м/с2, то есть в два раза больше, чем на Солнце (274,0 м/с2). Радиус звезды измерен напрямую во время миссии Gaia и он оказался равен 0,73 {\displaystyle R_{\bigodot }}. Масса звезды напрямую не измерена, но, из теории звёздной эволюции извезтно, что её масса звезды спектрального класса спектрального класса K2V равна 0,742 {\displaystyle M_{\bigodot }}.
Светимость звезды также измерена напрямую во время миссии Gaia и она оказалась равна 0,304 {\displaystyle L_{\bigodot }}. Для того, чтобы планета, аналогичная нашей Земле, получала примерно столько же энергии, сколько она получает от Солнца, её надо было бы поместить на расстоянии 0,55 а.е., то есть примерно в ту точку, которая находится на полпути между Меркурием (чей радиус орбиты равен 0,39 а.е.) и Венерой (чей радиус орбиты равен 0,72 а.е.). Причём с такого расстояния HD 23356 выглядела бы на 42 % больше нашего Солнца, каким мы его видим с Земли — 0,71° (угловой диаметр нашего Солнца — 0,5°).
Звезды, имеющие планеты, имеют тенденцию иметь большую металличность по сравнению Солнцем, но HD 23356 имеет значение металличности равную 67,6 % от солнечного значения. HD 23356 имеет прогнозируемую скорость вращения почти в 2 раза выше солнечной и она равна 3,6 км/с, что даёт период вращения звезды — 16,5 дня.
Возраст звезды HD 23356 — определяемый по рентгеновской активности звезды равен 1,35 млрд. лет. Предполагая, что эволюция жизни на углеродной основе, носит универсальный характер и полагая, что космосе действуют те же законы, что и на Земле, можно сказать, что на планете аналогичной Земле у HD 23356 эволюция находится на стадии архея, а более конкретно на стадии мезоархея то есть на планете существует океан, который имеет зеленоватый цвет за счёт высокой концентрации растворённого двухвалентного железа, а также он отличался высокой солёностью и температурой. На планете начали формироваться археи и бактерии, также существуют цианобактерии, и уже мог начаться оксигенный фотосинтез.